# Mercœur (Haute-Loire)
Mercœur település Franciaországban, Haute-Loire megyében. Lakosainak száma 148 fő (2022. január 1.). Mercœur Celoux, La Chapelle-Laurent, Ally, Lubilhac, Saint-Just-près-Brioude és Villeneuve-d'Allier községekkel határos.

## Népesség
A település népességének változása:
| Lakosok száma | 229  | 201  | 175  | 133  | 140  | 140  | 139  | 139  | 142  | 148  |
|               | 1968 | 1982 | 1990 | 2006 | 2013 | 2015 | 2017 | 2019 | 2020 | 2022 |